# Steph De Lander
Stephanie Josephine De Landre (Melbourne, 21 de janeiro de 1997), mais conhecida pelo nome de ringue Steph De Lander, é uma lutadora profissional australiana. Ela trabalha atualmente para a Total Nonstop Action Wrestling (TNA), onde foi a última campeã de mídia digital da TNA. Também é uma presença constante no circuito independente americano, especialmente na Game Changer Wrestling (GCW). Ela é conhecida por sua passagem pela WWE, onde atuou na marca NXT 2.0 sob o nome de ringue Persia Pirotta, fazendo parte de uma dupla com sua melhor amiga na vida real, Indi Hartwell. Nos últimos anos, ela também fez aparições na All Elite Wrestling (AEW) e Ring of Honor (ROH).

## Início de vida
Stephanie Josephine De Landre nasceu em Melbourne, Vitória, e se mudou para Sydney, Nova Gales do Sul, quando tinha 5 anos de idade. Ela cresceu nos subúrbios do norte de Avalon Beach. De Landre abandonou o ensino médio aos 15 anos para se tornar cabeleireira, antes de decidir seguir a carreira de luta livre profissional aos 18 anos.

## Carreira na luta livre profissional

### Início de carreira (2015–2021)
Em 2015, De Landre começou a treinar na PWA Academy em Sydney, sob a orientação dos treinadores Madison Eagles, Robbie Eagles e Mick Moretti. Em 2017, ela fez sua estreia como uma personagem mascarada chamada FaceBrooke, e rapidamente ascendeu nas classificações da cena independente australiana. Como FaceBrooke, ela lutou para a NHPW em Perth e fez aparições em várias promoções por toda a Austrália, como BCW, PCW, Wrestling GO, PWA, Rock n Roll Wrestling, Newcastle Pro Wrestling e PWA.
Em 2018, FaceBrooke fez sua estreia americana para a renomada promoção totalmente feminina Shimmer Women Athletes. Ela também lutou para a RISE, Nova Pro Wrestling e IWA Midsouth durante essa turnê, competindo contra lutadoras como Shotzi Blackheart, Veda Scott, Allie Katch e outras.
Após retornar à Austrália, ela ficou fora de ação por quase um ano devido a uma lesão no ombro. Ao voltar para o ringue em 2019, ela deixou de usar o nome FaceBrooke e adotou a gimmick de "Python Powerhouse", passando a se apresentar pelo seu nome real, estilizado como "Steph De Lander". Ela continuou a aparecer em várias promoções pela Austrália, como Melbourne City Wrestling e Venom Pro Wrestling.
Em 2019, De Lander retornou aos Estados Unidos para outra turnê, fazendo aparições para a SHIMMER, desta vez formando uma dupla com Indi Hartwell como "Australia's Hottest Commodities". Elas lutaram contra nomes como Jessica Havoc e Nevaeh. Steph também fez sua estreia na Black Label Pro e Battleclub Pro durante essa viagem.
De Lander continuou a ascender nas classificações da cena de luta livre australiana, competindo em combates de alto perfil nas principais promoções PWA e MCW. Em agosto de 2019, ela derrotou Indi Hartwell em sua luta de despedida na Austrália, antes de Hartwell se mudar para os Estados Unidos para se juntar à WWE. No MCW Endgame em setembro de 2019, De Lander durou 3 rounds em um torneio onde derrotou Kellyanne para se tornar a primeira campeã feminina do MCW. Em fevereiro de 2020, ela competiu em uma luta em uma jaula de aço no evento principal da PWA contra Jessica Troy.

### WWE (2021–2022)
Em junho de 2019, De Landre participou do primeiro teste exclusivo para mulheres da WWE no Reino Unido. Ela foi a única lutadora internacional no teste, com todas as outras mulheres sendo do Reino Unido. Desde então, De Landre revelou em entrevistas que recebeu uma oferta de contrato com a WWE durante esse teste.
Foi relatado em 14 de março de 2021 que De Landre foi uma das duas lutadoras australianas contratadas pela WWE. Sob o nome de ringue "Persia Pirotta", ela fez sua estreia no NXT como amiga próxima de Indi Hartwell, que havia viajado da Austrália para o casamento de Hartwell com Dexter Lumis. Em 26 de outubro, durante o especial de televisão NXT: Halloween Havoc, Pirotta e Hartwell se uniram novamente para competir em uma luta de escadas Scareway to Hell contra Toxic Attraction (Gigi Dolin e Jacy Jayne) e as campeãs de duplas femininas do NXT, Io Shirai e Zoey Stark, estabelecendo-se como face no processo. Ela conquistou sua primeira vitória na WWE no episódio de 16 de novembro do NXT, derrotando Gabby Stephens e Jenny Levy em uma luta handicap 2 contra 1.
Depois de retornar em janeiro de 2022, Pirotta e Hartwell começaram uma rivalidade com Toxic Attraction, o que resultou em uma luta pelos títulos de duplas femininas no Vengeance Day, onde não tiveram sucesso em vencer a disputa.
Durante sua luta em 13 de março de 2022, onde Pirotta, auxiliada por seu parceiro e namorado Duke Hudson, perdeu para Indi Hartwell e seu parceiro e namorado Dexter Lumis, o pós-luta gerou polêmica. Após o fim da luta, os dois casais protagonizaram um "concurso de beijos", abraçando seus respectivos parceiros. Esse angle controverso foi destacado no site de notícias popular TMZ em 16 de março de 2022, devido ao seu conteúdo PG-13 durante a era PG da WWE NXT. Outro artigo foi publicado no mesmo dia, com fotos de Pirotta e Hartwell posando de biquíni para o site de mídia Hot Shots. Pirotta foi dispensada pela WWE em abril de 2022.

### Impact Wrestling/Total Nonstop Action Wrestling (2023–presente)
Em fevereiro de 2023, De Landre fez sua estreia no Impact Wrestling como Steph De Lander. Em sua luta de estreia, no episódio de 9 de fevereiro do Impact!, ela se estabeleceu como uma heel (vilã) e enfrentou Jordynne Grace, mas saiu derrotada.
No TNA Impact! de 28 de março, De Lander retornou à TNA e, com a ajuda de Matt Cardona, que também estava retornando e com quem ela tem se aliado no circuito independente, venceu uma luta 8-4-1 para se tornar a desafiadora número um pelo Campeonato Mundial das Knockouts da TNA de Jordynne Grace no Rebellion. No evento, De Lander foi derrotada por Grace.
No episódio do Impact de 7 de setembro, De Lander, agora competindo como face devido ao seu relacionamento em tela com PCO, confrontou Cardona sobre suas ações. Durante esse confronto, Cardona revelou que, quando ele e De Lander formaram uma equipe mais de dois anos atrás, De Lander assinou um contrato com Cardona, no qual ela se comprometia a lhe prestar serviços em troca de diversos benefícios, o que, segundo ele, a tornava sua "propriedade". No Victory Road, em 13 de setembro, De Lander revelou que precisaria passar por uma cirurgia no pescoço.
Ela fez seu retorno em 23 de janeiro de 2025, como heel, juntamente com seu noivo na vida real, Mance Warner, sendo coroada a nova campeã do Campeonato de Mídia Digital da TNA. Na história, ela se divorciou do marido em tela, PCO, e ganhou a custódia do campeonato no processo. Isso foi usado para explicar a situação em que o contrato de PCO não foi renovado pela TNA e ele tentou destruir o título em um evento da Game Changer Wrestling na semana anterior, em vez de aparecer para entregar o cinturão na sua última data contratual com a TNA.

## Vida pessoal
De Landre é de descendência maltesa. Ela se assumiu como bissexual em 2019 e está noiva do lutador profissional americano Mance Warner.

## Títulos e prêmios
- Melbourne City Wrestling
  - MCW Women's Championship (1 vez, inaugural)[26]
  - Torneio MCW Women's Championship Invitational (2019)[27]
- Newcastle Pro Wrestling
  - Newy Pro Women's Championship (1 vez)[28]
  - Vencedora do Torneio Newy Pro Invictus (2020)
- Premier Streaming Network
  - Premier Women's World Championship (1 vez, atual)[29]
- Total Nonstop Action Wrestling
  - Campeonato de Mídia Digital da TNA (1 vez, final)
- Venom Pro Wrestling
  - VPW Women's Championship (1 vez)[30]
- World Series Wrestling
  - WSW Women's Championship (1 vez)[31]
- Outros títulos
  - Women's Internet Championship (1 vez, inaugural, atual)[32][33]